# Eudarcia alanyacola
Eudarcia alanyacola es una especie de insecto del género Eudarcia de la familia Tineidae.

## Historia
Fue descrita científicamente por primera vez en 2011 por Gaedike.

## Distribución geográfica
Se encuentra en Turquía. 

## Características
La envergadura mide aproximadamente 5 mm. Las alas anteriores son de color marrón oscuro con numerosas escamas de color crema, pero sin un patrón claro. Las alas posteriores son grises. 

## Etimología
La especie lleva el nombre del lugar donde se recogió el holotipo.